# Ramūnas Šiškauskas
Ramūnas Šiškauskas (10 de septiembre de 1978, Kaišiadorys, RSS de Lituania), Unión Soviética, es un exjugador profesional de baloncesto lituano.

## Biografía

### Club
Empezó jugando en el equipo de Sakalai, equipo de Lituania donde permaneció durante un par de años hasta que dio el salto hacia el Lietuvos Rytas.En este equipo ya empezó a destacar como jugador, ya que fue convocado a las Olimpiadas del 2000, consiguiendo el bronce, consiguiendo dos títulos ligueros y un merecido MVP de Lituania.Estando en el equipo lituano, fue convocado para el Eurobasket de 2003, en el que Lituania salió victoriosa consiguiendo el oro.
Más tarde, en el 2004, ficharía por el equipo italiano el Benetton Treviso en el que hizo buenos partidos y dos buenas temporadas.En esas dos temporadas en Treviso, ganó una liga y una copa, siendo designado el MVP de la final de la Lega.
Tras esos dos años en Italia, se pasó a la liga griega jugando por tan solo un año con el equipo de élite, el Panathinaikos BC, en el que consiguió su primera Euroliga y una copa de Grecia.Aparte de esos triunfos colectivos consiguió su primera nominación para el segundo mejor equipo de la Euroliga.
Un año después de su año por Grecia, decidió fichar por el PBC CSKA Moscú donde ha conseguido hasta ahora sus mejores registros tanto colectivos como individuales.Tras su llegada el CSKA consiguió la Euroliga en 2008, consiguiendo Siskauskas, ser el MVP de la Euroliga
, estar en el Mejor Quinteto de la Euroliga y ser elegido MVP de la Liga Rusa.Aparte del nivel individual, consiguió dos ligas consecutivamentes en 2008 y 2009.En la temporada 2008-2009, llegaron a la Final Four de la Euroliga en una de las competiciones más igualadas de todos los tiempos.Consiguieron ganar al Regal Barça en semifinales gracias a una gracias actuación por parte de Šiškauskas en los instantes finales.En una final igualada entre el PBC CSKA Moscú y el Panathinaikos BC, le tocó el tiro final a Ramunas, tiro que falló con lo que se llevaron la victoria los griegos.En este año fue elegido en el segundo quinteto ideal de la Euroliga 2008-09.

### Selección
Šiškauskas es uno de los habituales en las grandes citas como Europeos o Mundiales acudiendo con Lituania.Es uno de los capitanes de la selección y ha ganado tres metales, un oro y dos bronces, acumulando también varios cuartos puestos.

## Palmarés
Individual
- 1 vez MVP de la Euroliga (2008)
- 3 veces en el Segundo Mejor Quinteto de la Euroliga (2007,2009, 2010)
- 1 vez en el Mejor Quinteto de la Euroliga (2008)
- 1 vez MVP de la Liga Rusa (2008)
- 1 vez MVP de la VTB United League (2009)
- 1 vez MVP de la final de la Lega (2006)
- 2 veces MVP de la Liga Lituana (2001, 2002)

Equipo
- Liga de Rusia: 5

CSKA Moscú: 2007-08, 2008-09, 2009-10, 2010-11, 2011-12
- Copa de Rusia: 1

CSKA Moscú: 2010
- Euroliga: 2

Panathinaikos BC: 2007
CSKA Moscú: 2008
- VTB United League: 3

CSKA Moscú: 2008, 2010, 2012
- Liga de Lituania: 2

BC Lietuvos Rytas: 1999-00, 2001-02
- Liga de Italia: 1

Pallacanestro Treviso: 2005-06
- Liga de Grecia: 1

Panathinaikos BC: 2007
- Copa de Italia: 1

Pallacanestro Treviso: 2005
- Copa de Grecia: 1

Panathinaikos BC: 2007

## Perfil de Jugador
Es un jugador que posee un poderoso físico (1,98 m.), y que sabe jugar en muchas posiciones, puede dirigir el juego jugando de base u ocupar la posición de escolta o alero, de eso y por su físico, se le denomina el Scottie Pippen del Báltico.Es uno de los mejores defensores y probablemente el mejor en Europa en el uno para uno.